# Hermann Lutz (Polizist)
Hermann Lutz (* 3. April 1938 in Erfurt) war Polizeibeamter und Bundesvorsitzender der Gewerkschaft der Polizei von 1986 bis 1998. Er wurde von Norbert Spinrath in dieser Funktion abgelöst. Hermann Lutz ist CDU-Mitglied.
Hermann Lutz wurde in Erfurt geboren und wuchs in Hessen auf. 1957 trat der damalige Leistungssportler der Polizei bei. Auf den Dienst in der Bereitschaftspolizei folgte ab 1963 der Einzeldienst in Koblenz. Der Besuch der Abendschule mit  Abiturabschluss ermöglichte ihm 1966 die Ausbildung zum Kommissar; zudem erwarb Lutz 1972 das Verwaltungsdiplom. 1974 wurde er Polizeirat und lehrte später als Dozent an der rheinland-pfälzischen Fachhochschule für Verwaltung im Fachbereich „Polizei“ Politikwissenschaft.
Gewerkschaftlich engagierte sich Lutz bereits seit 1958. Bei der Gewerkschaft der Polizei (GdP) arbeitete er erst auf Kreis-, dann ab 1974 auf Landesebene, zunächst als Vorsitzender des Fachausschusses „Schutzpolizei“, dann als Landesbezirksvorsitzender von Rheinland-Pfalz. 1981 wurde er Stellvertreter des GdP-Bundesvorsitzenden Günter Schröder, 1986 wurde Lutz dann zu Schröders Nachfolger gewählt. Lutz, der bis 1998 Vorsitzender der GdP blieb, war damit der erste Bundesvorsitzende einer Einzelgewerkschaft mit CDU-Parteibuch, was in einigen gewerkschaftlichen Kreisen misstrauisch beäugt wurde.
Während seiner Amtszeit als GdP-Bundesvorsitzender waren ihm die Sicherheit und die Arbeitsbedingungen der Polizistinnen und Polizisten ein großes Anliegen. So kritisierte er die hohe Belastung der Beamtinnen und Beamten, forderte eine Personalaufstockung sowie eine bessere technische Ausstattung für den Polizeidienst. Neben der Tätigkeit als Bundesvorsitzender übernahm Lutz zudem von 1989 bis 2003 das Amt des Präsidenten der Internationalen Union der Polizeigewerkschaften.